# 김경민 (1955년)
김경민(金慶珉, 아명(兒名)은 김경동(金慶東), 1955년 9월 24일 ~ )은 대한민국의 언론인 출신으로 사회운동가이다. 김좌진의 손자이며, 김두한과 김부미의 아들이며 본관은 안동이다.

## 생애
그는 서울에서 두번의 국회의원(1992년 총선 당시 무소속 후보, 1996년 총선 당시 자유민주연합 후보)을 선거 출마하였지만 모두 낙선하였고 1991년 1월 10일, 탑골공원에서 가이후 도시키 일본 총리의 방한 반대시위를 하다 할복기도하기도 했다. 또한 독립유공자유족이사 비롯해 여러 독립운동 기념사업 등에도 활동하기도 한다.

## 가계
가족으로는 아내와 슬하에 딸이 있다.
- 증조부 : 김형규(金衡圭)[6]
- 증조모 : 한산 이씨 이상희
  - 조부 : 김좌진
  - 친조모 : 김계월
    - 아버지 : 김두한
    - 어머니 : 김부미
      - 딸 : 안동 김씨
      - 이복누이 : 김을동
      - 누이 : 김영채
      - 형제 : 김현성
      - 이복형제: 김주택
      - 이복형제: 김범상